# Calumet (Oklahoma)
Calumet – miasto w Stanach Zjednoczonych, w stanie Oklahoma, w hrabstwie Canadian.